# Metachromatische leukodystrofie
Metachromatische leukodystrofie (MLD, ook Arylsulfatase A deficiëntie) is een lysosomale stapelingsziekte die ingedeeld wordt in de familie van de leukodystrofieën. Deze ziektes beïnvloeden de groei en/of ontwikkeling van myeline, de vetachtige substantie die de neuronen omgeeft in het centraal zenuwstelsel en het perifeer zenuwstelsel. Het myeline is belangrijk voor de isolatie van de zenuwvezel en de voortgeleiding van het signaal.

## Oorzaak
MLD wordt veroorzaakt door een tekort aan het enzym arylsulfatase A. Zonder dit enzym stapelen sulfatides zich in verscheidene lichaamsweefsels. Het belangrijkste effect dat hierbij optreedt is de beschadiging van de myelineschede die de neuronen omgeeft. Dit myeline is nodig voor de voortgeleiding en isolatie van het signaal in het neuron. Zonder myeline komt de normale werking van de neuronen in het gedrang.

## Genetica
MLD erft autosomaal recessief over;
- Als beide ouders drager zijn:

Schematische weergave van de erfelijkheid volgens het autosomaal recessieve patroon

  - 25% van de kinderen hebben de ziekte
  - 50% van de kinderen zijn drager (maar niet ziek)
  - 25% van de kinderen hebben geen ziekte en zijn geen drager

- Als één ouder de ziekte heeft en de ander niet ziek en geen drager is:
  - 0% van de kinderen hebben de ziekte
  - 100% van de kinderen zijn drager (maar niet ziek)

- Als één ouder drager is en de ander niet ziek en geen drager is:
  - 50% van de kinderen zijn drager (maar niet ziek)
  - 50% van de kinderen hebben geen ziekte en zijn geen drager

In 7%(!) van de populatie is er sprake van pseudodeficiëntie. Deze individuen hebben geen symptomen tenzij ze of de ziekte hebben, of drager zijn. Het verschil met normale dragers zonder pseudodeficiëntie is dat deze patiënten reeds bij dragerschap symptomen vertonen.

## Symptomen en vormen
Zoals verscheidene andere genetische aandoeningen die het vetmetabolisme beïnvloeden zijn er verscheidene vormen van MLD:
- Infantiele vorm: Dit is de frequentste vorm van MLD. Kinderen met de ziekte krijgen moeilijkheden met wandelen na het eerste levensjaar. De symptomen hierbij zijn spierafbraak en -zwakte, ontwikkelingsvertraging, progressief visusverlies eindigend in blindheid, convulsies, slikproblemen, paralyse en dementie. Het beeld kan evolueren tot coma. Wanneer de ziekte onbehandeld blijft sterven de meeste MLD-patiënten rond het vijfde levensjaar (en vaak nog veel eerder).
- Juveniele vorm: Kinderen met deze vorm (begin van de ziekte tussen 3-10 jaar) presenteren zich doorgaans met verminderde resultaten op school, achteruitgang van de mentale capaciteiten en dementie. De symptomen hierbij zijn dezelfde als bij de infantiele vorm, de progressie is echter trager. De leeftijd van overlijden is meestal binnen 10 à 15 jaar na het optreden van de symptomen, maar is zeer variabel.
- Adulte vorm: Begint na leeftijd 16 als een psychiatrische stoornis of als progressieve dementie. De adulte vorm evolueert trager dan de infantiele en juveniele vorm.

In zeldzame gevallen kan het lichaam de tekorten compenseren en treden geen symptomen op.

## Behandeling
Er bestaat geen curatieve therapie voor MLD, noch een standaardbehandeling. De therapie beperkt zich tot het verminderen van de symptomen en de bestrijding van de pijn. Presymptomatische MLD patiënten met de infantiele vorm, alsook patiënten met de juveniele als adulte vorm die presymptomatisch of slechts milde symptomen ondervinden, komen in aanmerking voor beenmergtransplantatie (met inbegrip van stamceltransplantatie). Dit kan de progressie van de ziekte vertragen en buiten het centrale zenuwstelsel houden. De resultaten van deze therapie voor wat betreft het perifere zenuwstelsel zijn minder duidelijk. Op de lange termijn laten deze therapieën slechts wisselende resultaten zien.
Toekomstige behandelopties die momenteel onderzocht worden zijn gentherapie en "enzyme replacement therapy" (ERT), substraatreductietherapie (SRT) en mogelijk "enzyme enhancement therapy" (EET).
Een groep internationale onderzoekers en instellingen organiseerden zich in het "International MLD Registry".Deze groep bestaat uit wetenschappelijke, academische en industriële bijdrage.